# Nello Santin
Nello Santin (Eraclea, 3 luglio 1946) è un allenatore di calcio ed ex calciatore italiano, di ruolo difensore.

## Caratteristiche tecniche

### Giocatore
Giocò principalmente nel ruolo di mediano, per poi occupare durante la carriera anche le posizioni di libero e terzino. Le sue doti primarie erano la potenza di elevazione, la perentorietà dei rinvii e una buona visione di gioco, che gli permetteva di impostare la manovra una volta recuperata palla.

## Carriera

### Giocatore
Santin iniziò a dare i primi calci al pallone nella US Eraclea, società del paese dove è cresciuto in provincia di Venezia. Successivamente a 13 anni si sposta a Milano, acquistato dal Milan; fece per tre anni la trafila nelle giovanili fino all'esordio in Serie A nel settembre del 1963.
Pupillo di Liedholm e Viani, vestì per sette stagioni la maglia rossonera, con cui disputò complessivamente 104 partite, ma giocando con continuità solo nel biennio 1965-1967. Con l'avvento di Nereo Rocco finì inizialmente fra le riserve per poi essere ceduto in prestito nella stagione 1970-71 al Lanerossi Vicenza. A fine campionato la società rossonera, decise la sua cessione a titolo definitivo alla Sampdoria. Nelle file blucerchiate Santin disputò tre campionati per poi approdare nel Torino.
Con la squadra granata vinse lo scudetto 1975-76 fornendo un sostanziale apporto sia in marcatura che in fase di spinta. Da una sua iniziativa offensiva scaturì l'autorete di Re Cecconi e il conseguente pareggio esterno contro la Lazio alla ventisettesima giornata, un risultato ottenuto quasi in zona Cesarini che risultò fondamentale nella lotta contro la Juventus per la conquista del titolo.
L'anno successivo con l'acquisto di Danova disputò solamente 12 partite. Dopo altri due campionati sotto la Mole sempre in bilico tra campo e panchina, la cessione nella stagione 1979-80 al Lanerossi Vicenza in Serie B.
In carriera ha totalizzato complessivamente 274 presenze e 5 reti in Serie A, e 6 presenze in Serie B.

### Allenatore
Ha intrapreso anche la carriera di allenatore sedendo, fra le altre, sulla panchina della SPAL in Serie C2.
Nel 2007 e 2008 allena gli allievi del Mezzocorona, nel 2014 è direttore tecnico del Trento
Attualmente si occupa di insegnare la tecnica individuale presso la società calcistica Real Salus di Torino.

## Palmarès

### Giocatore

#### Club

##### Competizioni nazionali
- Coppa Italia: 1

Milan: 1966-1967
- Campionato italiano: 2

Milan: 1967-1968
Torino: 1975-1976

##### Competizioni internazionali
- Coppa delle Coppe: 1

Milan: 1967-1968
- Coppa dei Campioni: 1

Milan: 1968-1969
- Coppa Intercontinentale: 1

Milan: 1969